# Cantatas do Natal de Fernando Lopes-Graça
A "Primeira Cantata do Natal" e "Segunda Cantata do Natal" são duas peças para coro misto a cappella do compositor português Fernando Lopes-Graça.. Trata-se, mais concretamente de dois conjuntos de harmonizações "sobre cantos tradicionais portugueses de Natividade".

## Primeira Cantata do Natal

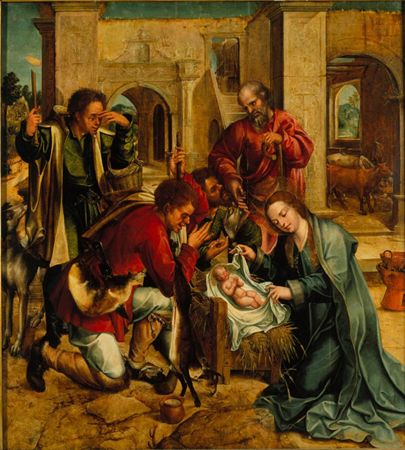
Adoração dos Pastores (c. 1539) de Gregório Lopes. Esta pintura serviu de capa do primeiro LP da Primeira Cantata do Natal.

Esta primeira cantata, catalogada como LG 15, foi escrita entre os anos de 1945 e 1950. Teve a sua estreia em 19 de dezembro de 1950 na Sociedade Nacional de Belas Artes de Lisboa, interpretada pelo Coro da Academia de Amadores de Música, dirigido pelo próprio Lopes-Graça.
Harmoniza várias cantigas de Natal, Reis e Janeiras de várias regiões de Portugal, grande parte delas (1-3 e 7-12) foram retiradas das obras do importante etnógrafo português Pedro Fernandes Tomás, autor que Lopes-Graça admirava particularmente, mas também de António Joyce, Edmundo Correia Lopes, Francisco Serrano, Rodney Gallop e Virgílio Pereira. É constituída por dezanove andamentos, 13 cantigas de Natal, 3 cantigas de janeiras e 3 cantigas de Reis:
- 01  - Pastorinhas do deserto (Ribatejo)
- 02  - Ó meu Menino Jesus (Beira Alta, Beira Litoral)
- 03  - Do varão nasceu a vara (Beira Litoral)
- 04  - Eu hei de dar ao Menino (Alto Alentejo)
- 05  - A lua vai tanto alta (Trás-os-Montes)
- 06  - Vinde, vinde já, ó Deus (Beira Baixa)
- 07  - Pela Noite de Natal (Beira Baixa, Alentejo)
- 08  - Olé, rapazes pimpões (Beira Litoral)
- 09  - Acordai, pastorinhas (Beira Litoral)
- 10  - Confusa, perdida
- 11  - Em Belém, o Salvador (Ribatejo)
- 12  - Esta noite, à meia-noite (Beira Litoral)
- 13  - Os pastores, em Belém (Alto Douro)
- 14  - Deus lhe dê cá boas-noites (Janeiras, Beira Baixa)
- 15  - Moradoras desta casa (Janeiras, Beira Baixa)
- 16  - Estas casas são mui altas (Janeiras, Beira Baixa)
- 17  - Ó da casa, cavalheira (Reis, Douro Litoral)
- 18  - Partidos são de Oriente (Reis, Trás-os-Montes)
- 19  - Ai, acabadas são as festas (Reis, Beira Alta)[1]

## Segunda Cantata do Natal
O mesmo compositor tornou a harmonizar cantos tradicionais natalícios entre 1960 e 1961, na sua Segunda Cantata do Natal, catalogada como LG 33. Teve a sua estreia na véspera de Natal de 1961 na antiga Feira das Indústrias, hoje Feira Internacional de Lisboa, interpretada pelo Coro da Academia de Amadores de Música, dirigido por Lopes-Graça.
De forma semelhante à Primeira Cantata do Natal, é um conjunto de 9 cantigas de Natal, 3 cantigas de janeiras e 3 cantigas de Reis de variadas regiões portuguesas. Contudo, é constituída apenas por quinze andamentos:
- 01  - À ordem de César (Alto Douro)
- 02  - José e Maria (Trás-os-Montes)
- 03  - Nasceu, já nasceu (Baixo Alentejo)
- 04  - O Menino nas palhas (Beira Baixa)
- 05  - Da serra veio um pastor (Madeira)
- 06  - Visitação do Menino (Beira Baixa)
- 07  - Adoração do Menino (Trás-os-Montes)
- 08  - Como estais tão galantinho (Alto Alentejo)
- 09  - Bendito do Natal (Trás-os-Montes)
- 10  - Hoje é dia de janeiro (Janeiras, Beira Alta)
- 11  - Acordai, se estais dormindo (Janeiras, Beira Baixa)
- 12  - Inda agora aqui cheguei (Janeiras, Beira Baixa)
- 13  - Vimos-lhe cantar os Reis (Reis, Minho)
- 14  - Acordai, senhora (Reis, Madeira)
- 15  - Quem vos vem dar boas-festas (Reis, Trás-os-Montes)[2]

## Outras obras
Embora as duas cantatas sejam atualmente as mais célebres obras de Fernando Lopes-Graça dedicadas ao Natal, outras também dedicadas ao ciclo dos doze dias, menos conhecidas e interpretadas, também foram escritas pelo compositor português. A esse olvido escapam apenas o Presente de Natal para as Crianças e Três Cantos dos Reis. Segue-se a sua lista:
| (1934-1936) - 01 - "O Sono do Menino" - 02 - "Cantiga de Amigo" - 03 - "Amor Místico" - 04 - "O Enxoval do Menino" - 05 - "Rosas de Nossa Senhora" - 06 - "Oração" - 07 - "O Presépio" (1954) - 01 - "Melodia de Proença-a-Nova" (Beira Baixa) - 02 - "Velha Melodia de Évora" (Alentejo) - 03 - "Melodia de Paul" (Beira Baixa) - 04 - "Melodia de S. Miguel d'Acha" (Beira Baixa) - 05 - "Velha Melodia de Évora" (Alentejo) - 06 - "Melodia de Rio de Onor" (Trás-os-Montes) - 07 - "Melodia de Póvoa de Lanhoso" (Minho) - 08 - "Melodia Original" (1955) - 01 - "Ó meu Menino Jesus" (Évora) - 02 - "Vinde pastores" (Foz Coa) - 03 - "Estando a Virgem" (Cardigos) - 04 - "Ó meu Menino tão lindo" (Braga) | (1958) - 01 - "Em Belém" (Trás-os-Montes) - 02 - "A festa" (Madeira) - 03 - "Os pastorinhos" (Alto Douro) - 04 - "Loa do Menino" (Alentejo) - 05 - "Os paninhos do Menino" (Beira Baixa) - 06 - "Prece ao Menino" (Minho) - 07 - "Cantiga à Virgem" (Gil Vicente) - 08 - "Vós sois Cristo" (Beira Baixa) (1967) - 01 - "Velha Melodia de Serpa" (Alentejo) - 02 - "Melodia de Paradela" (Trás-os-Montes) - 03 - "Melodias de Calheto e São Martinho" (Madeira) - 04 - "Melodia dos Açores" - 05 - "Melodias de Estômbar e Monchique" (Algarve) - 06 - "Melodia de Alpalhão" (Alto Alentejo) - 07 - "Melodia da Covilhã" (Beira Baixa) - 08 - "Melodia Original" (1971) - 01 - "Vamos Ver a Barca Nova" - 02 - "Olha a Barca Brasileira" - 03 - "Ó da Casa, Nobre Gente" | (1978) - 01 - "Os Pastores e o Menino" - 02 - "O Menino da Bandeirinha Vermelha" - 03 - "O Choro do Menino" - 04 - "Os Pastores a Caminho de Belém" - 05 - "Caminham as Três Marias" - 06 - "Louvação do Menino" - 07 - "Porque Chora o Menino" - 08 - "Chacota do Menino" - 09 - "A Humildade do Menino" - 10 - "O Exemplo do Menino" |

## Discografia
Primeira Cantata do Natal:
- 1956 — Cantos Tradicionais Portugueses da Natividade. Coro de Câmara da Academia de Amadores de Música. Radertz. Faixas 1 a 19.
- 1978 — Primeira Cantata do Natal. Grupo de Música Vocal Contemporânea. A Voz do Dono / Valentim de Carvalho. Faixas 1 a 19.
- 1994 — Lopes Graça. Grupo de Música Vocal Contemporânea. EMI / Valentim de Carvalho. Faixas 1 a 19.
- 1998 — Natal A Cappella. Coro de Câmara de Lisboa. Numérica. Faixa 24: "Deus Lhe Dê Cá Boas Noites".
- 2000 — 1ª Cantata do Natal Sobre Cantos Tradicionais Portugueses de Natividade. Coral Públia Hortênsia. Edição de autor. Faixas 1 a 19.
- 2008 — Compositores Portugueses XX/XXI Volume 2. Lisboa Cantat. MU Records / Arte das Musas. Faixa 12: "Confusa, Perdida".
- 2009 — Compositores Portugueses XX/XXI Volume 3. Lisboa Cantat. Numérica. Faixas 7 e 8.
- 2011 — Compositores Portugueses XX/XXI Volume 4. Lisboa Cantat. Numérica. Faixas 21 a 24.
- 2012 — Fernando Lopes-Graça  - Obra Coral a capella - Volume II. Lisboa Cantat. Numérica. Faixas 4 a 22.
- 2013 — Fernando Lopes-Graça  - Primeira Cantata de Natal. Coro da Academia de Música de Viana do Castelo. Numérica. Faixas 1 a 19.
- 2017 — Primeira Cantata de Natal: Fernando Lopes-Graça. Coral de Letras da Universidade do Porto. Tradisom. Faixas 1 a 19.

Segunda Cantata do Natal:

- 1964 — Second Christmas Cantata. Coro da Academia de Amadores de Música. Decca / Valentim de Carvalho. Faixas 1 a 15.
- 1979 — Segunda Cantata do Natal. Choral Phidellius. A Voz do Dono / Valentim de Carvalho. Faixas 1 a 15.
- 2011 — Compositores Portugueses XX/XXI Volume 4. Lisboa Cantat. Numérica. Faixas 25 a 29.
- 2012 — Fernando Lopes-Graça  - Obra Coral a capella - Volume II. Lisboa Cantat. Numérica. Faixas 1 a 15.[2]